# Riccardo Magrini
Ricardo Magrini (Montecatini Terme, 26 de desembre de 1954) és un ciclista italià, ja retirat, que fou professional entre 1977 i 1986. Era anomenat Il Magro. Durant la seva carrera esportiva destaquen una victòria d'etapa al Tour de França de 1983 i una al Giro d'Itàlia del mateix any. Una vegada retirat va exercir de director esportiu en diferents equips ciclistes fins al 2004 i des del 2005 exerceix de comentarista al canal italià de l'Eurosport.

## Palmarès
- 1972
  - 1r a la Coppa Ciuffenna
- 1982
  - 1r al Giro della Provincia di Reggio Calabria
- 1983
  - Vencedor d'una etapa del Tour de França
  - Vencedor d'una etapa del Giro d'Itàlia

### Resultats al Tour de França
- 1979. Abandona (12a etapa)
- 1983. Abandona (10a etapa). Vencedor d'una etapa

### Resultats al Giro d'Itàlia
- 1977. 94è de la classificació general
- 1978. Abandona (15a etapa)
- 1979. Abandona (7a etapa)
- 1981. 30è de la classificació general
- 1982. Abandona (21a etapa)
- 1983. 71è de la classificació general. Vencedor d'una etapa
- 1985. No surt (10a etapa)
- 1986. Abandona (19a etapa)